# 埃雷欣
埃雷欣是巴西南大河州的一个市镇。总面积430.764平方公里，总人口92944人，人口密度215.8人/平方公里。